# Đại chiến Titan
Đại chiến Titan, cũng được biết tới với tựa bản tiếng Anh Attack on Titan và tên gốc tiếng Nhật Shingeki no Kyojin (Nhật: 進撃の巨人 (Tiến Kích Cự Nhân) n.đ. '"Người khổng lồ tiến công"') là một bộ manga Nhật Bản do Isayama Hajime sáng tác. Tác phẩm đặt trong bối cảnh loài người phải sống đằng sau ba bức tường đồ sộ được dựng nên để bảo vệ nhân loại khỏi những tên khổng lồ ăn thịt người được gọi là Titan (tên trong bản tiếng Anh, bản gốc tiếng Nhật gọi là Kyojin – "Cự nhân", nghĩa đen là "người khổng lồ"). Truyện theo chân Eren Yeager, nhân vật chính của bộ truyện, người đã thề sẽ tiêu diệt toàn bộ Titan trên thế giới sau khi chứng kiến chúng phá hủy bức tường, tàn phá quê hương và ăn thịt mẹ mình.
Đại chiến Titan được đăng tải dài kì trên tạp chí Bessatsu Shounen của Kodansha từ tháng 9 năm 2009 đến tháng 4 năm 2021 và được xuất bản thành 34 tập tankōbon. Phiên bản anime chuyển thể được Wit Studio (mùa 1–3) và MAPPA (mùa 4) sản xuất. Mùa đầu tiên bao gồm 25 tập phát sóng từ tháng 4 đến tháng 9 năm 2013, mùa thứ hai gồm 12 tập phát sóng từ tháng 4 đến tháng 6 năm 2017. Mùa thứ ba với 22 tập được phát sóng thành hai phần, 12 tập đầu phát sóng từ tháng 7 đến tháng 10 năm 2018, 10 tập tiếp theo phát sóng từ tháng 4 đến tháng 7 năm 2019. Mùa bốn, cũng là mùa cuối cùng, bắt đầu phát sóng 16 tập đầu vào tháng 12 năm 2020, những tập còn lại sẽ được phát sóng vào đầu năm 2022.
Đại chiến Titan rất thành công về mặt đánh giá cũng như thương mại. Tính đến tháng 12 năm 2019, bộ manga có hơn 100 triệu cuốn tankōbon được in trên toàn cầu, giúp bộ truyện trở thành một trong những manga bán chạy nhất mọi thời đại. Truyện cũng giành được nhiều giải thưởng như Giải Manga Kodansha, Giải Attilio Micheluzzi và Giải Harvey.

## Tóm tắt

### Bối cảnh
Câu chuyện của Đại chiến Titan tập trung vào một nền văn minh bên trong ba bức tường đồ sộ quây tròn đồng tâm, nơi được cho là duy nhất mà nhân loại còn tồn tại. Ba bức tường được đặt tên theo tên ba người con gái của vị vua đầu tiên có tên là Maria, Rose và Sina. Người dân ở đó, được gọi là dân tộc Eldia, đã tin rằng hơn một trăm năm trước, loài người đã bị đẩy đến bờ vực tuyệt chủng sau sự xuất hiện của những người khổng lồ hình dáng con người, được gọi là Titan. Chúng tấn công và ăn thịt bất cứ ai mà chúng nhìn thấy. Những tàn dư cuối cùng của loài người rút lui sau ba bức tường và tận hưởng khoảng một thế kỷ hòa bình, mong muốn được ra ngoài bị phản đối và không được khuyến khích. 
Lực lượng quân đội bên trong bức tường được tổ chức thành 3 quân đoàn lớn gồm: Quân đoàn Trinh sát, Quân đoàn Đồn trú và Quân đoàn Cảnh vệ. Quân đoàn Trinh sát có biểu tượng là "Đôi cánh của Tự do", thực hiện nhiệm vụ tiến vào lãnh thổ Titan để thăm dò và xây dựng căn cứ phục vụ mục tiêu lấy lại lãnh thổ cho nhân loại, tuy nhiên đây là lực lượng có thương vong lớn nhất và thường xuyên thất bại trong các đợt trinh sát bên ngoài nên thường chịu sự chỉ trích rất lớn từ dân chúng. Quân đoàn Đồn trú có biểu tượng là 2 bông hoa hồng, thực hiện nhiệm vụ bảo vệ, tuần tra, bảo trì các bức tường và đảm bảo an toàn cho dân chúng, hầu hết các tân binh đều lựa chọn gia nhập vào Quân đoàn Đồn trú. Quân đoàn Cảnh vệ có biểu tượng là một con ngựa, thực hiện nhiệm vụ là đảm bảo sự an toàn cho Chính quyền và Hoàng Tộc ở trong tường Sina, chỉ có các tân binh xuất sắc nhất mới được gia nhập quân đoàn này, tuy nhiên do thiếu quản lí mà quân đoàn này thường xuyên xảy ra tệ nạn tham nhũng. Để chiến đấu với Titan, quân đội sử dụng một thiết bị có tên là Bộ Cơ động Lập thể, một thiết bị đeo hông bắn ra neo móc, tạo lực đẩy bằng khí gas giúp họ có được tính lưu động ba chiều tuyệt vời. Những thanh kiếm làm bằng thép siêu cứng được sử dụng cùng với các thiết bị và cuối cùng là vũ khí giống bệ phóng tên lửa có tên là Thương Sét được phát triển sau này.
Có nhiều loại Titan khác nhau. Titan thuần chủng là những Titan yếu nhất và có hành vi dễ dự đoán, khiến chúng dễ bị giết. Titan bất thường là Titan thuần chủng có hành vi khó dự đoán hơn, khiến chúng trở nên nguy hiểm hơn nhiều. Chín Titan, còn được gọi là Titan Shifter (Tiến Công, Đại Hình, Thiết Giáp, Nữ Hình, Quái Thú, Hàm, Ngựa, Búa Chiến và Thủy Tổ), là những Titan mạnh nhất, người sở hữu sức mạnh của một trong chín Titan có thể chuyển đổi qua lại giữa hình dạng con người và Titan để tiếp cận khả năng Titan của họ. Nhiều Titan Shifter cũng sở hữu khả năng làm cứng một số bộ phận trên cơ thể theo ý muốn, thường là để khiến chúng gần như không thể xuyên thủng hoặc tăng cường sức mạnh cho các đòn đánh của họ trong khi chiến đấu.
Titan thuần chủng được tạo ra bằng cách tiêm dịch tủy sống Titan vào một người Eldia. Nếu một Titan thuần chủng ăn thịt người của một người sở hữu sức mạnh một trong chín Titan, người đó sẽ trở lại hình dạng con người và có được sức mạnh của Titan đó, sau đó họ sẽ dính lời nguyền chỉ sống được 13 năm. Nếu sức mạnh của họ không được thừa kế bởi một người Eldia khác trước khi họ chết, sức mạnh của họ sẽ được thừa kế bởi một đứa trẻ Eldia sinh ra ngay sau đó, bất kể khoảng cách hay quan hệ huyết thống.

### Cốt truyện
Nhân vật chính là Eren Yeager, một cậu bé sống tại quận Shiganshina, nằm ở bức tường ngoài cùng (Thành Maria). Năm 845, Tường Maria bị Titan Đại Hình và Titan Thiết Giáp phá thủng. Trong thảm họa đó, Eren đã chứng kiến mẹ của mình bị một Titan ăn thịt trong lúc đang trốn thoát. Từ đó cậu đã thề sẽ xóa sổ mọi Titan trên thế giới và cùng với Mikasa và Armin đăng ký gia nhập khóa huấn luyện thứ 104 của quân đội do Keith Sadies huấn luyện.
Năm năm sau khi tường Maria thất thủ, Titan Đại Hình một lần nữa tấn công quận Trost, nằm ở bức tường trong cùng thứ hai (Thành Rose). Tại lúc đó, Eren đã bị một Titan ăn thịt khi cậu cố gắng cứu bạn mình là Armin. Khi quân đội dần bị thất thủ, một Titan bí ẩn xuất hiện đã tấn công các Titan khác, danh tính Titan đó được tiết lộ chính là Eren. Bằng một cách nào đó Eren đã biến thành Titan những vẫn quay về hình dáng con người được. Eren và những người bạn của mình là Armin và Mikasa đã thành công thuyết phục quân đội sử dụng sức mạnh Titan của Eren để lấp lỗ thủng ở quận Trost. Ngoài ra, cậu cũng nhớ lại về việc cha cậu là bác sĩ Grisha Yeager nói với cậu rằng sự thật về thế giới của họ có thể được tìm thấy ở tầng hầm nhà Yeager ở Shiganshina. Những sự kiện này thu hút sự chú ý của Quân đoàn Trinh sát và chỉ huy của họ, Erwin Smith, những người có ý định sử dụng sức mạnh của Titan của Eren để giành lại Tường Maria và đến được tầng hầm của nhà Yeager. Eren, Mikasa và Armin gia nhập Quân đoàn Trinh sát cùng với những người bạn từ khóa huấn luyện thứ 104 của mình, sau đó Eren được chuyển đến Đội Tác chiến Đặc biệt, dưới sự giám sát của Levi Ackerman và Hange Zoë. Trong chuyến trinh sát vào khu rừng giữa các bức tường, Eren và đồng đội của mình chạm trán với Titan Nữ Hình có tri giác, người mà sau này họ tiết lộ là tân binh cùng khóa của họ là  Annie Leonhart, chuyến trinh sát sau đó đã thất bại nặng nề. Với sự giúp đỡ từ đồng đội của mình, Eren chiến đấu và đánh bại Annie, nhưng Annie đã bao bọc mình trong pha lê cứng và bị giam giữ. Sau cuộc chiến, người ta phát hiện ra rằng có những Titan nằm im ở trong các bức tường.
Ngay sau đó, các Titan thuần chủng xuất hiện một cách bí ẩn bên trong Thành Rose mà không có một thông tin gì về việc bức tường bị thủng, cùng với Titan Quái Thú có tri giác. Ymir, một trong những tân binh của Quân đoàn Trinh sát, tiết lộ rằng cô ấy là Titan Hàm, trong khi bạn thân của Ymir, Krista Lenz, tiết lộ tên thật của mình là Historia Reiss, một thành viên của Hoàng Tộc. Hai thành viên khác của Quân đoàn Trinh sát, Reiner Braun và Bertholdt Hoover, lần lượt tiết lộ mình là Titan Thiết Giáp và Titan Đại Hình đến từ bên ngoài những bức tường và là đồng đội của Annie. Họ định bắt cóc Eren và Ymir, ngay sau đó quân đội đã tổ chức chiến dịch để giải cứu Eren. Trong trận chiến đó, Eren phát hiện ra một sức mạnh khác bên trong mình cho phép cậu điều khiển các Titan khác, sức mạnh mà cậu sử dụng đã giết chết con Titan đã ăn thịt mẹ mình và khiến một đám Titan thuần chủng tấn công Reiner và Bertholdt. Điều này buộc cả hai phải trốn thoát, sau đó Ymir sẵn sàng bỏ trốn cùng họ, hy sinh bản thân để ngăn Historia trở thành mục tiêu của kẻ thù. Sau những sự kiện này, người ta xác định rằng các Titan thuần chủng đột nhiên xuất hiện trong Thành Rose là cư dân của làng Ragako, những người dân làng bằng cách nào đó đã bị biến thành Titan. Điều này khiến mọi người đi đến kết luận rằng tất cả các Titan thuần chủng trên thực tế đều là từ con người được biến đổi thành.
Eren và những người bạn của mình gia nhập Đội Levi trong khi Quân đoàn Trinh sát với mục tiêu tìm cách để Eren biến thành Titan và sử dụng sức mạnh hóa cứng của Titan để lấp lại lỗ thủng ở Thành Maria. Trong khi đó Chính quyền Trung ương muốn Quân đoàn Trinh sát giao nộp Eren nhưng đã bị từ chối, sau đó Quân đoàn Trinh sát bị chính quyền thanh trừng. Lúc này Quân cảnh Trung ương do Kenny Ackerman chỉ huy đã được cử đi để bắt cóc Eren và Historia. Do phát hiện nhà vua hiện tại chỉ là bù nhìn, còn Hoàng Tộc thật sự đã ẩn mình và sống dưới danh phận gia tộc Reiss với Rod Reiss là người đứng đầu điều hành chính quyền từ đằng sau, Erwin đã đề nghị với lãnh đạo của Quân đoàn Đồn trú là Dot Pixis để thực hiện một cuộc đảo chính. Cuộc đảo chính thành công, sau đó đã tiết lộ rằng khi các bức tường được dựng lên, nhà vua thật sự đã sử dụng sức mạnh Titan gọi là Titan Thủy Tổ để xóa đi kí ức của những người dân trong tường, khiến tất cả nghĩ rằng mình là những người còn sống sót cuối cùng sau thảm họa Titan. Cũng từ đó, người ta phát hiện ra rằng bằng cách biến thành Titan thuần chủng thông qua huyết thanh làm từ dịch tủy sống Titan và ăn một người mang sức mạnh của một trong chín Titan, người có thể đạt được khả năng của nó. Historia và cha cô, Rod Reiss, là những thành viên duy nhất còn sống sót của dòng máu hoàng gia. Rod Reiss thực hiện việc bắt cóc Eren vì cậu đang sở hữu Titan Thủy Tổ, bằng cách tiếp xúc với người mang dòng máu Hoàng Tộc, Eren đã thấy được kí ức về nguồn gốc sức mạnh Titan của mình do cha cậu là Grisha đã ăn Frieda Reiss (Chị gái cùng cha khác mẹ của Historia), và bởi Eren thông qua việc ăn thịt cha mình. Rod cố gắng thuyết phục Historia biến chính mình thành Titan để cô có thể ăn thịt Eren và lấy lại sức mạnh của Titan Thủy Tổ. Historia đã từ chối và làm vỡ lọ dịch tủy sống của Rod, Rod cố gắng tự mình tiêu thụ huyết thanh, biến thành một Titan bất thường to lớn và vô tình giết chết Kenny và đội của ông. Quân đoàn Trinh sát sau đó đã thực hiện chiến dịch để giết Rod, sau đó Rod bị giết bởi Historia. Levi sau đó đã quay lại lãnh địa nhà Reiss và bắt gặp Kenny đang hấp hối, tại đây Kenny đã tiết lộ mình là bác ruột của Levi và đưa cho Levi dịch tủy Titan mà ông đã trộm được từ Rod Reiss rồi chết. Sau trận chiến, Historia đã chính thức lên ngôi Nữ Hoàng. Trong đoạn kí của cha mình mà Eren nhìn thấy được, cậu đã thấy cảnh cha mình gặp Keith Shadis (Chỉ huy trưởng của khóa huấn luyện 104), sau đó Eren đã tới gặp Keith và được biết cha mình là người ở bên ngoài bức tường.
Sau khi giải quyết tình trạng bất ổn chính trị, Quân đoàn Trinh sát đã tổ chức lại lực lượng để chiếm lại quận Shiganshina. Tại đây quân đoàn phải chiến đấu với Titan Quái Thú, Titan Đại Hình, Titan Thiết Giáp và Titan Ngựa và chịu thương vong cực lớn trong một cuộc tấn công tự sát để Levi có cơ hội hạ được Titan Quái Thú. Cùng lúc đó Armin đã bị Titan Đại Hình thiêu rụi trong một nỗ lực câu giờ cho Eren lấp cổng thành và hạ Titan Đại Hình. Sau trận chiến, Titan Quái Thú, Titan Thiết Giáp và Titan Ngựa đã bỏ trốn thành công. Khi thấy Erwin và Armin cùng đang hấp hối, Levi quyết định tiêm dịch tủy Titan cho Erwin để Erwin kế thừa Titan Đại Hình,  tuy nhiên việc đó đã bị Eren và Mikasa kịch liệt phản đối nên gây ra một sự xô xát. Khi gần như Levi chuẩn bị tiêm cho Erwin thì Levi đã nhớ lại việc Erwin đã từ bỏ giấc mơ của mình để chết cùng những tân binh đã bị giết trước đó, Levi đã quyết định tiêm dịch tủy cho Armin khiến Armin ăn thịt Bertholdt. Sau trận chiến, Eren, Mikasa, Levi và Hange tìm đến nhà của Eren, nơi họ khám phá ra sự thật về thế giới của mình. Sự thật được Grisha Yeager tiết lộ thế giới bên ngoài vẫn tồn tại và đang phát triển, còn những người ở trong bức tường là những người cùng một dân tộc là Eldia, dân tộc Eldia từ xa xưa đã dùng sức mạnh Titan để thống trị thế giới và áp bức các dân tộc khác cho tới khi những người Marley đã lật đổ sự thống trị của người Eldia, khiến phần lớn người Eldia đi theo vua thứ 145 là Karl Fritz chạy trốn lên hòn đảo Paradis và dựng lên ba bức tường rộng lớn bằng hàng triệu Titan Đại Hình để cô lập họ với thế giới bên ngoài và tuyên bố sẽ san phẳng thế giới nếu họ tấn công Paradis. Vì những người Eldia là "Thần dân của Ymir" nên họ có thể biến thành Titan bằng cách tiêm dịch tủy sống Titan. Người Marley sau đó đã kiểm soát được 7 Titan và liên tục thả những Titan thuần chủng là những người Eldia bị chính quyền Marley bắt giam lên hòn đảo để cô lập thêm Paradis. Một năm sau trận chiến Shiganshina, Quân đoàn Trinh sát đã tiêu diệt tất cả các Titan thuần chủng còn lại và kiểm soát toàn bộ hòn đảo.
Ba năm sau, Quân đoàn Trinh sát tiến hành một cuộc tấn công nhằm vào cảng Liberio của Marley, do Eren và người anh cùng cha khác mẹ là Zeke Yeager – người sở hữu sức mạnh Titan Quái Thú dàn dựng. Eren giết Willy Tybur, một người Eldia và giành quyền sở hữu Titan Búa Chiến sau khi ăn thịt chủ nhân của nó, Lara, em gái của Willy. Tuy nhiên, Eren bị bỏ tù vì hành động chống lại mệnh lệnh nhưng đã trốn thoát cùng một nhóm gồm những người lính Paradis cực đoan được gọi là Phái Yeager. Zeke bị Levi giam giữ nhưng trốn thoát được, làm Levi bị thương nặng. Hạm đội không quân của Marley, do Reiner chỉ huy, tiến hành cuộc tấn công Paradis và hỗn loạn nổ ra trong trận chiến sau đó. Eren và Zeke đoàn tụ, kích hoạt sức mạnh của Titan Thủy Tổ dẫn họ đến Con Đường – một nơi kết nối tất cả những người Eldia xuyên thời gian và không gian. Ở đó, họ gặp ý thức của Ymir Fritz  – Titan Thủy Tổ đầu tiên – người có quá khứ là nô lệ của vị vua đầu tiên dẫn đến việc cô bị giam cầm trong Con Đường hàng nghìn năm. Zeke với dòng máu Hoàng Tộc đã yêu cầu Ymir thực hiện việc triệt sản người Eldia. Tuy nhiên, Eren đã thuyết phục Ymir sử dụng sức mạnh của mình để gây ra Rung Chấn – giải phóng hàng triệu Titan bên trong các bức tường của Paradis và dẫn chúng tiến hành cuộc diệt chủng để giết tất cả mọi người bên ngoài hòn đảo.
Quân đoàn Trinh sát liên minh với lực lượng Marley còn lại, bao gồm Reiner và Annie hiện đã được giải thoát để ngăn chặn Eren, và họ đánh bại Phái Yeager trước khi đối đầu với Eren, mặc dù nhiều người đã thiệt mạng, bao gồm cả Hange. Levi giết Zeke và Mikasa giết Eren, khiến mọi sức mạnh của các Titan biến mất, biến tất cả các Titan về hình dạng con người và tước bỏ sức mạnh của những người sở hữu sức mạnh Titan, từ đó giải phóng tất cả người Eldia khỏi lời nguyền. Cái chết của Eren cũng giải phóng các ký ức mà anh ấy đặt vào bạn bè của mình, tiết lộ rằng những gì đã xảy ra là một phần trong kế hoạch của Eren nhằm cứu 20% nhân loại, với Armin, Levi, Mikasa và những người khác được công nhận là anh hùng trong mắt thế giới vì giết đã giết chết Eren và ngăn chặn Rung Chấn. Ba năm sau, khi Paradis và phần còn lại của thế giới được xây dựng lại, Armin và bạn của mình bắt đầu các cuộc đàm phán hòa bình do Nữ hoàng Historia đứng đầu. Mikasa chôn Eren dưới gốc cây trên ngọn đồi gần quận Shiganshina. Cái cây phát triển theo thời gian và dần giống với cái cây nơi sinh vật bí ẩn ban cho Ymir sức mạnh Titan. Một khoảng thời gian dài sau, Mikasa qua đời do tuổi già, hòn đảo Paradis hiện đại hóa đã trở thành đống đổ nát trong chiến tranh. Bộ truyện kết thúc với cảnh một cậu bé và một con chó đến gần cái cây, cho thấy rằng sức mạnh Titan có thể quay trở lại.

## Quá trình sáng tác
Năm 2006, Isayama Hajime vẽ bản one-shot 65 trang cho Đại chiến Titan. Ban đầu, anh gửi tác phẩm cho tạp chí Weekly Shōnen Jump của Shueisha, và nhận được lời khuyên sửa đổi phong cách vẽ và tình tiết để phù hợp với Jump hơn. Anh từ chối và quyết định gửi đến Weekly Shōnen Magazine của Kodansha. Trước khi Đại chiến Titan bắt đầu được xuất bản thành bộ vào năm 2009, Isayama đã có ý tưởng về các khúc ngoặt trong truyện, và được hoàn thiện hơn khi bộ truyện tiếp diễn. Bối cảnh của truyện được tác giả lấy cảm hứng từ quê hương của mình, Hita, Ōita, có núi bao quanh.
Trong lúc làm việc ở tiệm cà phê internet, Isayama đã bị một khách hàng túm lấy cổ áo. Chính sự cố này đã giúp anh biết được "nỗi sợ khi đụng độ phải một người mà mình không thể giao tiếp", và được Isayama biểu đạt qua Titan. Ngoại hình của các Titan được tác giả thiết kế phỏng theo hình tượng một số võ sĩ, như Okami Yushin cho Titan của Eren Yeager và Brock Lesnar cho Titan Thiết giáp. George Wada, nhà sản xuất của bộ anime nói rằng khái niệm "Bức tường của sự sợ hãi" chịu ảnh hưởng từ bản chất cô lập và khép kín của văn hóa Nhật Bản. Ông cũng cho biết nội tâm của mỗi người là một trong các chủ đề của bộ truyện. Isayama sau đó cũng xác nhận rằng Đại chiến Titan một phần được lấy cảm hứng từ Muv-Luv Alternative, là visual novel thứ hai của loạt visual novel Muv-Luv.
Trong một tháng, Isayama ước tính sẽ mất một tuần để lên kịch bản phân cảnh và ba tuần để vẽ xong một chương. Cốt truyện đã được lên kế hoạch sẵn, thậm chí đến cả việc trong tập nào thì "sự thật" nào sẽ được tiết lộ. Tháng 9 năm 2013, Isayama nói rằng anh muốn kết thúc bộ truyện trong 20 tập. Isayama vốn dĩ muốn viết một cái kết bi thảm cho bộ truyện giống như bộ phim chuyển thể từ tiểu thuyết cùng tên của Stephen King The Mist, là tất cả các nhân vật đều chết, nhưng những phản ứng tích cực với manga và anime đã khiến anh cân nhắc sửa lại phần kết do sự ảnh hưởng của nó lên người hâm mộ.
Tháng 11 năm 2018, chương trình tài liệu Jōnetsu Tairiku phát sóng một tập nói về nỗ lực hoàn thành bộ manga của Isayama. Anh xác nhận rằng Đại chiến Titan đã tiến vào arc cuối cùng. Tháng 12 năm 2019, Isayama cho biết rằng anh đang nhắm đến việc kết thúc truyện vào năm 2020. Tháng 6 năm 2020, Isayama trả lời trong một cuộc phỏng vấn với TBS truyện chỉ còn 5%, và anh muốn kết thúc vào năm sau, khép lại mạch truyện chính và đưa đến cái kết cuối cùng. Đến tháng 11 cùng năm thì bộ manga chỉ còn lại 1% đến 2%, và Isayama cũng tuyên bố anh sẽ kết thúc câu truyện trong năm đó.  Vào tháng 1 năm 2021, có thông báo chính thức rằng bộ truyện sẽ kết thúc sau hành trình 11 năm, và chương cuối cùng đã được phát hành vào ngày 9 tháng 4 năm 2021 .

## Phương tiện truyền thông

### Manga
Đại chiến Titan do Isayama Hajime sáng tác và vẽ minh họa. Bộ manga ra mắt trong số đầu tiên của tạp chí phát hành hàng tháng Bessatsu Shōnen của Kodansha, xuất bản vào ngày 9 tháng 9 năm 2009. Manga phát hành chương truyện thứ 139, cũng là chương truyện cuối cùng, và kết thúc hành trình xuất bản kéo dài 11 năm vào ngày 9 tháng 4 năm 2021. Ngày 8 tháng 11 năm 2020, có thông báo rằng bộ truyện sẽ được in màu hoàn toàn. Kodansha biên soạn các chương và đóng thành các tập tankōbon. Tập đầu tiên được phát hành vào ngày 17 tháng 3 năm 2010. Tập 34, cũng là tập cuối của Đại chiến Titan được phát hành vào ngày 9 tháng 6 năm 2021.
Tại Việt Nam, phiên bản tiếng Việt của bộ truyện được xuất bản bởi TVM Comics. Tập đầu tiên được phát hành vào ngày 26 tháng 12 năm 2014. Tuy nhiên TVM Comics chỉ xuất bản đến tập 18, sau đó ngừng lại kể từ tháng 11 năm 2016. NXB Trẻ đã mua lại bản quyền bộ truyện này và phát hành năm 2024.

#### Spin-off
Một bộ truyện chibi dựa trên bộ manga chính, có tên Shingeki! Kyojin Chūgakkō (進撃！巨人中学校), do Nakagawa Saki sáng tác và minh họa, bắt đầu được đăng trên số tháng 5 năm 2012 của Bessatsu Shōnen Magazine. Trong truyện, các nhân vật chính phải chiến đấu với Titan khi còn học trung học. Một bộ manga khác dựa trên bộ light novel tiền truyện Shingeki no Kyojin: Before the Fall (進撃の巨人 Before the fall) cũng được đăng trên Monthly Shōnen Sirius của Kodansha từ tháng 8 năm 2013, do Shiki Satoshi minh họa. Một spin-off khác dựa trên visual novel No Regrets có tên là Shingeki no Kyojin: Kuinaki Sentaku (進撃の巨人 悔いなき選択), do Gun Snark sáng tác và Suruga Hikaru minh họa đã đăng dài kỳ ở trên tạp chí shōjo manga Aria. Câu chuyện nói về tiểu sử của Đội trưởng Levi, một trong những nhân vật nổi bật nhất trong Đại chiến Titan. Một spin-off yonkoma, có tên Sungeki no Kyojin (寸劇の巨人 "Titan Tiểu phẩm") do Hounori vẽ, phát hành trên ứng dụng Manga Box của Kodansha từ tháng 12 năm 2013 đến ngày 30 tháng 12 năm 2014, bằng cả tiếng Nhật và tiếng Anh. Một bản manga chuyển thể từ tiểu thuyết Shingeki no Kyojin: Lost Girls (進撃の巨人 LOST GIRLS) của Seko Hiroshi, do Fuji Ryōsuke sáng tác và minh họa, bắt đầu được đăng trên trên tạp chí Bessatsu Shōnen vào ngày 9 tháng 8 năm 2015.

### Tiểu thuyết
Một bộ light novel có tên Shingeki no Kyojin: Before the Fall (進撃の巨人 Before the fall) do Suzukaze Ryō sáng tác và Thores Shibamoto minh họa bắt đầu được xuất bản vào ngày 1 tháng 4 năm 2011. Câu chuyện diễn ra trước các sự kiện của bộ truyện chính và được Kodansha ấn hành trong ba quyển. Quyển một xoay quanh Angel, người thợ rèn đã chế tạo nguyên mẫu đầu tiên của Bộ cơ động Lập thể, hai quyển sau kể về một thanh niên được tìm thấy trong bụng một Titan khi còn là một đứa trẻ. Một bộ light novel thứ hai có tên Shingeki no Kyojin Kakuzetsu Toshi no Joō (進撃の巨人　隔絶都市の女王), do Kawakami Ryō sáng tác và Murata Range minh họa, xuất bản từ ngày 1 tháng 8 năm 2014 đến ngày 1 tháng 5 năm 2015. Một cuốn tiểu thuyết có tên Shingeki no Kyojin: Lost Girls (進撃の巨人 LOST GIRLS) của tác giả Seko Hiroshi được xuất bản vào ngày 9 tháng 12 năm 2014, bao gồm ba truyện ngắn về Mikasa Ackerman và Annie Leonhart, "Lost in the cruel world", "Wall Sina, Goodbye" và "Lost Girls". Garrison Girl: An Attack on Titan Novel, là cuốn tiểu thuyết do nhà văn người Mỹ Rachel Aaron sáng tác và được Quirk Books xuất bản vào ngày 7 tháng 8 năm 2018. Truyện xoay quanh Rosalie Dumarque, một cô gái đã chống lại gia đình để gia nhập Quân Đồn Trú.

### Anime
Một bộ anime được chuyển thể từ manga hiện tại đang phát sóng ở Nhật Bản. Do Wit Studio sản xuất và Araki Tetsurō đạo diễn, mùa thứ nhất lên sóng từ ngày 7 tháng 4 năm 2013 đến ngày 29 tháng 9 năm 2013 trên Mainichi Broadcasting System (MBS). Mùa thứ hai phát sóng từ ngày 1 tháng 4 năm 2017 đến ngày 17 tháng 6 năm 2017 và mùa thứ ba từ ngày 23 tháng 7 năm 2018 đến ngày 1 tháng 7 năm 2019 ở trên MBS và NHK General TV, cả hai mùa đều do Masashi Koizuka đạo diễn. Sau khi tập cuối của mùa thứ ba phát sóng vào ngày 1 tháng 7 năm 2019, đã có thông báo rằng mùa cuối cùng của bộ phim dự định khởi chiếu vào mùa thu năm 2020 ở trên NHK General. Ngày 22 tháng 9 năm 2020, Crunchyroll thông báo rằng mùa thứ tư sẽ phát trực tuyến "vào cuối năm nay". Ngày 23 tháng 9 năm 2020, NHK hẹn ngày bắt đầu phát sóng mùa cuối là ngày 7 tháng 12 năm 2020. Mùa cuối cùng có sự thay đổi studio sản xuất thành MAPPA. Nhà sản xuất Toshihiro Maeda nói rằng WIT Studio đã “từ chối” làm mùa cuối cùng do các khó khăn trong việc “xếp lịch trình”. Các nhân viên chính cho mùa cuối bao gồm đạo diễn Yuichiro Hayashi, nhà thiết kế nhân vật Tomohiro Kishi, giám đốc hoạt họa Daisuke Niinuma, giám đốc nghệ thuật Kazuo Ogura, giám đốc đồ họa máy tính ba chiều Takahiro Uezono, biên kịch Hiroshi Seko, và các nhà soạn nhạc Hiroyuki Sawano và Kohta Yamamoto. Cựu giám đốc đồ họa máy tính ba chiều Shuuhei Yabuta là nhân viên duy nhất của WIT Studio trở lại.
Các manga hoặc tiểu thuyết light novel khác về Đại chiến Titan cũng được chuyển thể thành anime. Hai tập OVA dựa trên Shingeki no Kyojin: Kuinaki Sentaku được phát hành cùng tập 15 và 16 của bộ truyện lần lượt vào ngày 9 tháng 12 năm 2014 và ngày 9 tháng 4 năm 2015. Một bộ anime truyền hình phỏng theo Shingeki! Kyojin Chūgakkō bắt đầu phát sóng vào tháng 10 năm 2015, do Yoshihide Ibata đạo diễn ở Production I.G. Ba tập OVA của Shingeki no Kyojin: Lost Girls được phát hành vào năm 2017 và 2018 cùng các bản số lượng có hạn của tập 24, 25, và 26.

### Trò chơi điện tử
Đã có bốn phiên bản trò chơi điện tử chuyển thể từ Đại chiến Titan được phát triển bởi các nhân viên của Nitroplus, hợp tác cùng Production I.G. Nitroplus đã làm rõ rằng công ty không liên quan đến những trò chơi phát hành trên đĩa blu-ray, nhưng từng cá nhân nhân viên thì có liên quan. Những tựa game này thuộc thể loại visual novel và nằm trong những chiếc đĩa blu-ray anime tập ba và tập sáu đầu tiên được phát hành, xoay quanh những câu chuyện ngoài lề của các nhân vật Đại chiến Titan. Isiyama cũng tham gia giám sát quá trình phát triển game. Tập blu-ray thứ ba được phát hành vào ngày 18 tháng 9 cùng với visual novel Lost in the Cruel World của Seko kể về Mikasa, và có bản xem trước Kuinaki Sentaku (悔いなき選択 n.đ. "Lựa chọn không hối hận) của Gun Snark. Tập blu-ray thứ sáu được phát hành vào ngày 18 tháng 12 với phiên bản đầy đủ của Kuinaki Sentaku kể về quá khứ của Levi và Erwin, visual novel của Haganeya Jin Shingeki no Kyojin: Nubatama no Yoru no Mori ni, Akāka to Moyuru (進撃の巨人　ぬばたまの夜の森に、あかあかと燃ゆる) kể về Eren và Levi, và visual novel Wall Sina, Goodbye của Seko nói về Annie.
Một game hành động mang tên Shingeki no Kyojin ~Hangeki no Tsubasa~ (進撃の巨人 ～反撃の翼～ n.đ. "Cánh phản công") được phát triển bởi Spike Chunsoft cho hệ máy Nintendo 3DS và phát hành tại Nhật Bản vào ngày 5 tháng 12 năm 2013, Bắc Mỹ vào ngày 12 tháng 5 năm 2015, và Châu Âu vào ngày 2 tháng 7 năm 2015.
Một trò chơi mạng xã hội trên điện thoại mang tên Shingeki no Kyojin ~Jiyū e no Hōkō~ (進撃の巨人 自由への咆哮) đang được phát triển bởi Mobage cho nền tảng iOS và Android. Trong trò chơi, người chơi sẽ nhập vai vào một nhân vật bị đày đến Tường Rose. Người chơi sẽ phải xây dựng, củng cố một thị trấn ngoài bức tường và mở rộng lãnh thổ bằng cách sản xuất các vật phẩm cũng như sử dụng Titan và khai thác tài nguyên từ những người khác.
Một số trang phục của Đại chiến Titan đã được thêm vào trong Dead or Alive 5 Last Round vào tháng 7 năm 2016, cùng với một khu vực được lấy cảm hứng từ Tường Rose khi bị Titan Đại hình tấn công.
Lối chơi và hàng hóa của Đại chiến Titan đã xuất hiện trong một sự kiện kết hợp với tựa game MMORPG MapleStory của Nexon (phiên bản tiếng Nhật và GMS).
Một tựa game cùng tên dành cho hệ máy PlayStation 4, PlayStation 3, và PlayStation Vita, phát hành bởi Koei Tecmo và phát triển bởi Omega Force, đã được giới thiệu tại Gamescom 2015. Trò chơi được phát hành vào ngày 18 tháng 2 năm 2016 tại Nhật Bản, sau đó được phát hành trên toàn cầu cùng với phiên bản PC và Xbox One.
Capcom từng thông báo rằng họ đang phát triển một trò chơi arcade mang tên Shingeki no Kyojin: Team Battle, nhưng dự án bị hủy bỏ vào năm 2018.
Shingeki no Kyojin Shichi kara no Dasshutsu (進撃の巨人 死地からの脱出) được thông báo trên tạp chí Famitsu rằng đang trong úa trình phát triển vào tháng 10 năm 2016. Trò chơi ban đầu dự kiến phát hành vào ngày 30 tháng 3 năm 2017 nhưng sau đó bị trì hoãn đến ngày 11 tháng 5 năm 2017.
Shingeki no Kyojin 2 ~ Mirai no Zahyō (進撃の巨人2～未来の座標) được phát hành vào ngày 30 tháng 11 năm 2017 tại Nhật Bản.
Phần tiếp theo tựa game cùng tên được phát hành bởi Koei Tecmo, Shingeki no Kyojin 2 được giới thiệu vào tháng 8 năm 2017 và phát hành vào tháng 3 năm 2018. Phần mở rộng của Shingeki no Kyojin 2, Shingeki no Kyojin 2: Final Battle được phát hành tại Nhật Bản vào ngày 4 tháng 7 năm 2019, tại Bắc Mỹ và Châu Âu vào ngày 5 tháng 7, dành cho hệ máy PlayStation 4, Nintendo Switch, Xbox One (hỗ trợ Xbox One X), và trên PC thông qua Steam.
Một tựa game Đại chiến Titan trên điện thoại di động cho hệ điều hành iOS và Android được thông báo sẽ phát hành trong năm 2016 nhưng sau đó bị trì hoãn. Tháng 5 năm 2018, trò chơi được đổi tên thành Attack on Titan: Assault và phát hành vào ngày 16 tháng 8 năm 2019, phát triển bởi GameSamba.
Shingeki no Kyojin TACTICS (進撃の巨人 TACTICS) được giới thiệu vào ngày 18 tháng 4 năm 2019, và được phát hành vào ngày 19 tháng 9 năm 2019 cho hệ điều hành Android và iOS. Trò chơi được phát triển bởi DeNA.
Những nhân vật Đại chiến Titan từng xuất hiện trong trò chơi điện tử Symphogear XD Unlimited trong năm 2020.
Attack on Titan: Brave Order được giới thiệu vào ngày 9 tháng 9 năm 2021 và được phát hành vào ngày 11 tháng 2 năm 2022 trên Android và iOS. Trò chơi điện thoại di động này được Enish phát triển.
Call of Duty: Vanguard đã giới thiệu các gói với chủ đề Attack on Titan, bổ sung thêm hai trang phục và các vũ khí liên quan đến bộ anime này.
Fortnite Battle Royale đã thêm Eren Yeager dưới dạng trang phục bí mật cho Battle Pass Chương 4 Mùa 2 vào năm 2023, trang phục Mikasa Ackerman và Levi Ackerman cũng được phát hành sau đó trong cửa hàng vật phẩm. Trong trò chơi, Bộ Cơ động Lập thể và Long thương được bổ sung dưới dạng vũ khí thần thoại.

### Phim người đóng
Tháng 10 năm 2011 có thông báo rằng một bộ phim người đóng đang trong quá trình sản xuất. Vào tháng 12 năm 2012, có thông tin là Nakashima Tetsuya đã rời vị trí đạo diễn; theo nhà phân phối phim Toho Nakashima, lý do là đã có cách biệt lớn về sáng tạo trong cách viết kịch bản và các vấn đề khác. Tháng 12 năm 2013, Shinji Higuchi xác nhận là đảm nhiệm đạo diễn và cũng sẽ phụ trách hiệu ứng đặc biệt. Nhà văn Yūsuke Watanabe với nhà phê bình Tomohiro Machiyama sẽ viết kịch bản cho bộ phim cùng tác giả Isayama. Tháng 7 năm 2014 có thông tin rằng hai bộ phim sẽ phát hành vào hè năm 2015. Một số nhân vật chính sẽ vắng mặt, đáng chú ý nhất là hai nhân vật Levi Ackerman và Erwin Smith. Đoạn giới thiệu teaser thứ nhất cho bộ phim phát hành vào tháng 3 năm 2015. Tháng sau, Toho phát hành đoạn giới thiệu thứ hai và công bố phần thứ hai tên Đại chiến Titan: Tận thế. Tháng 6 năm 2015, đoạn giới thiệu thứ ba cho bộ phim phát hành, cho thấy Bộ cơ động Lập thể và xác nhận là bộ phim sẽ phát hành ở các rạp IMAX ở Nhật.
Một bộ mini người thật có tên Đại chiến Titan: Khói Phản công (進撃の巨人 反撃の狼煙, Shingeki no Kyojin: Hangeki no Noroshi) bắt đầu phát trực tuyến ở trên dịch vụ video trực tuyến dTV của NTT DoCoMo vào ngày 15 tháng 8 năm 2015, có cùng các diễn viên của bộ phim. Bộ ba tập xoay quanh Zoë Hange và nghiên cứu của cô ấy về các Titan, với cách Bộ cơ động Lập thể được chế tạo.
Ngày 17 tháng 1 năm 2017, tờ Deadline Hollywood đưa tin rằng Warner Bros. đang đàm phán để lấy quyền làm phim cho loạt phim Titan Tiến công. Nhà chế tác Harry Potter và Sinh vật huyền bí và nơi tìm ra chúng David Heyman sẽ tham gia làm lại bộ phim chuyển thể người đóng của Nhật vào năm 2015 thành một dự án gồm hai bộ. Tuy nhiên ngày hôm sau, đại diện của Kodansha cho biết rằng không có cuộc đàm phán nào với Warner Bros. Nhưng vào ngày 29 tháng 10 năm 2018, có thông tin rằng Warner Bros. cùng Kodansha đã đồng ý làm một bộ phim chuyển thể người đóng, có sự tham gia của đạo diễn It Andy Muschietti phụ trách việc đạo diễn bộ phim.
Một vở kịch sân khấu có tên Live Impact được công bố dựa trên tập 21 của bộ truyện, tuy dự định diễn từ ngày 28 tháng 7 đến ngày 3 tháng 9 năm 2017, nhưng đã bị hủy sau khi một nhân viên gặp tai nạn.

## Đón nhận

### Tiêu thụ
Tháng 4 năm 2014, Oricon thông báo rằng bộ truyện đã bán được 30 triệu quyển. Cho đến tháng 11 năm 2014, truyện có 45 triệu bản in; đến tháng 12 năm 2019, con số đã tăng đến 100 triệu. Tập 12 của bộ truyện in lần thứ nhất được 2,2 triệu bản, khiến Đại chiến Titan trở thành một trong ba bộ manga duy nhất có số lượng in lần đầu vượt qua con số 2 triệu, hai bộ truyện còn lại là One Piece và Thanh gươm diệt quỷ. Tập 13 có số bản in đầu tiên cao nhất cho đến nay, là 2.750.000 bản, cũng là kỷ lục cho lần in đầu tiên của nhà xuất bản Kodansha. Đại chiến Titan là bộ manga bán chạy thứ hai trong năm 2013, bán được 15,933,801 bản trong một năm. Nửa đầu năm 2014, khi bộ truyện đứng đầu bảng xếp hạng, cướp lấy ngôi bán chạy nhất trong 5 năm của One Piece, Isayama ngạc nhiên và đã cảm ơn người đọc. Cho đến cuối năm, truyện là bộ manga bán chạy thứ hai, bán được 11.728.368 bản. Năm 2015, bộ truyện bán được 8.778.048 bản, đứng hạng thứ ba trong năm, và 6.544.081 bản vào năm 2016, đứng hạng thứ tư. Năm 2017, Đại chiến Titan là bộ truyện bán chạy thứ hai, có doanh số 6.622.781 bản, chỉ đứng sau One Piece. Nhà xuất bản Kodansha chia sẻ rằng Đại chiến Titan có công tăng doanh thu của công ty lần đầu tiên trong mười tám năm. Bộ anime cũng đã giúp thúc đẩy doanh thu của bộ truyện, trong khi báo Mainichi Shimbun gọi truyện là "thành công của thập kỷ."

### Phê bình
Với Đại chiến Titan, nhiều người đã phân tích câu chuyện là biểu đạt cho "sự tuyệt vọng của thanh niên trong xã hội ngày nay." Nhà văn Mao Yamawaki miêu tả bộ manga là "câu chuyện trưởng thành có các cô cậu bé làm cốt lõi,” mỗi chương chứa đựng một bí ẩn mới. Theo nhà phê bình Tomofusa Kure, chính các điều bí ẩn này đã tăng sự kỳ vọng của người đọc. Ban đầu, kĩ thuật vẽ của truyện bị vài nhà phê bình chê là vụng về, đến cả Isayama cũng thừa nhận tranh của mình là "nghiệp dư," nhưng sau nhiều năm xuất bản, kĩ thuật đã được những nhà phê bình đó khen là có cải thiện. Kure tin rằng nếu các tranh minh họa đã được "tinh chỉnh" thì sẽ không bày tỏ được “tính quái dị" là đặc điểm chính của tác phẩm. Trong bài bình luận ngắn, Jason Thompson viết rằng tuy các nhân vật được "nạp năng lực" một cách quá tiện lợi, nhưng các khúc mắc phát sinh ra cùng thế giới sau tận thế của bộ manga là "quá tốt để bỏ lỡ."

### Khen ngợi
Đại chiến Titan giành được Giải manga Kodansha ở hạng mục thiếu niên vào năm 2011 và được đề cử cho Giải manga Taishō thứ tư với Giải Văn hóa Tezuka Osamu hàng năm thứ 16 và 18. Ấn bản năm 2011 của Kono Manga ga Sugoi! đánh giá Đại chiến Titan là bộ manga hay nhất dành cho độc giả nam dựa trên ý kiến của các chuyên gia trong ngành xuất bản và manga. Trong ấn bản năm 2012, truyện đứng hạng thứ tám, trong ấn bản năm 2014 thì truyện vào hạng thứ sáu. Năm 2015, Đại chiến Titan là truyện đoạt Giải Sugoi Japan của báo Yomiuri Shimbun.

### Lệnh cấm Trung Quốc
Năm 2015, Bộ Văn hóa Trung Quốc liệt Đại chiến Titan vào danh sách 38 phim anime/manga bị cấm ở Trung Quốc.